# Christianus Carolus Henricus van der Aa
Christianus Carolus Henricus van der Aa (Zwolle, 1718 – Haarlem, 1793) è stato un pastore protestante e teologo olandese, luterano.
Ha compiuto gli studi a Leida e Jena; dal 1742 al 1793, anno della morte, ha esercitato il ministero a Haarlem. Fu uno dei fondatori della Società delle scienze, eretta ad Haarlem nel 1752.